# Jan Janda (pediatr)
Jan Janda (* 28. února 1941 Tábor) je český pediatr se zaměřením na nefrologii a vysokoškolský učitel.

## Život
Narodil se v Táboře. Maturoval v Českých Budějovicích. Vystudoval  Lékařskou fakultu Univerzity Karlovy v Praze. Pracoval v českokrumlovské nemocnici. Poté pracoval na I. dětské klinice 2. lékařské fakulty Univerzity Karlovy a ve Fakultní nemocnici v Motole, kde vedl dětskou kliniku. V roce 2003 byl jmenován profesorem. Je členem vědecké rady 2. lékařské fakulty Univerzity Karlovy. Učí v Ústavu fyzioterapie a vybraných medicínských oborů Jihočeské univerzity v Českých Budějovicích. Je čestným členem České pediatrické společnosti.

## Dílo (výběr)
- JANDA, Jan. Akutní selhání ledvin u dětí a dorostu =: Acute insufficiency of kidnes in children and adolescents. In: Kontakt. 2004, 6/3 (2004), S. 150-152.
- JANDA, Jan, ed., KOČVARA, Radim, ed. a DOLEŽEL, Zdeněk, ed. Actual problems of the pediatric nephrology and urology: 30th Jubilee Meeting of the Czech Working Group for Pediatric Nephrology and 20th Meeting of the Czech Section of the Pediatric Urology. 1st ed. České Budějovice: University of South Bohemia, 2009. 118 s. ISBN 978-80-7394-166-6.
- JANDA, Jan a kolektiv. Nefrologie - novinky v subspecializaci "Dětská nefrologie". Praha: Institut postgraduálního vzdělávání ve zdravotnictví, [2013]. ISBN 978-80-87023-15-0.
- PLOIER, Robert a JANDA, Jan, ed. Diferenciální diagnóza v pediatrii. 1. české vydání. Praha: Grada Publishing, 2015. xvi, 415 stran. ISBN 978-80-247-5007-1.
- SEEMAN, Tomáš; JANDA, Jan a kolektiv. Dětská nefrologie. 2. vyd. Praha: Grada Publishing, 2021. 584 s. ISBN 978-80-271-3283-6.[pozn. 1][pozn. 2]